# Pseudomallada gravesi
Pseudomallada gravesi is een insect uit de familie van de gaasvliegen (Chrysopidae), die tot de orde netvleugeligen (Neuroptera) behoort. 
Pseudomallada gravesi is voor het eerst wetenschappelijk beschreven door Navás in 1926.